# Julian Pollersbeck
Julian Pollersbeck (Altötting, 16 d agost de 1994) és un futbolista alemany que juga com a porter al club 1. FC Magdeburg de la 2. Bundesliga. Ha estat a més internacional amb la selecció de futbol sub-21 d'Alemanya.

## Carrera
Pollersbeck va començar la seva carrera al SV Wacker Burghausen amb el qual va jugar en el segon equip. No obstant això, quan va donar el salt al primer equip no va tenir oportunitat de jugar.
Després del seu pas per aquest club va fitxar pel també equip alemany de l'FC Kaiserslautern amb el qual va jugar sobretot en el segon equip, tot i que també va disputar partits amb el primer equip.
En l'estiu de 2017 va fitxar per l'Hamburg SV en un contracte que li uniria al club alemany fins al 2021.

## Carrera internacional
Pollersbeck és internacional amb la selecció de futbol sub-21 d'Alemanya amb la qual va aconseguir un gran Reconeixement internacional durant la disputa de l'Eurocopa Sub-21 de 2017 en què va ser el porter titular. Va tenir una gran actuació en les semifinals anet la selecció de futbol sub-21 d'Anglaterra en on es va arribar als penals, i on Alemanya va aconseguir el pas a la final. A la final, Alemanya va vèncer a la selecció de futbol sub-21 d'Espanya per (1-0) proclamant-se així la selecció alemanya campiona de l'Eurocopa Sub-21 de 2017.

## Clubs
- SV Wacker Burghausen (2011-2013)
- FC Kaiserslautern (2013-2017)
- Hamburgo SV (2017-)